# Energieministerkonferenz
Die Energieministerkonferenz (kurz EnMK) ist seit 2023 die ständige Fachkonferenz der für Energiepolitik zuständigen Minister, Senatoren und Staatssekretäre der deutschen Bundesländer. Sie ist kein Verfassungsorgan wie der Bundesrat, sondern ein freiwilliger Zusammenschluss der Länder im Rahmen des sogenannten kooperativen Föderalismus. Sie dient der Koordinierung zwischen den Ländern und der Zusammenarbeit mit der Bundesregierung, die in der Regel durch den für Energie zuständigen Bundesminister als Gast teilnimmt.
Der EnMK gehören derzeit 16 Länderminister sowie die Bundesministerin für Wirtschaft und Energie Katherina Reiche an. Der Vorsitz der EnMK wechselt jährlich in einem festgelegten Turnus und liegt 2025 bei dem Minister für Wirtschaft, Infrastruktur, Tourismus und Arbeit des Landes Mecklenburg-Vorpommern, Wolfgang Blank (parteilos). Die Geschäftsstelle ist beim zuständigen Fachministerium des jeweiligen Vorsitzlandes angesiedelt. Sie koordiniert die Kommunikation zwischen den Ländern und dem Bund sowie mit den anderen Fachministerkonferenzen und dient als Ansprechpartner für Verbände, Vereine, Behörden und Bürger.
Die erste und konstituierende Sitzung der Energieministerkonferenz fand am 30. März 2023 in Merseburg statt. Bereits zuvor gab es von 2019 bis 2022 das Energieministertreffen (EMT) genannte Vorgängerformat. Die EnMK tritt mindestens einmal pro Halbjahr zusammen.